# Войневичский сельсовет
Войневичский сельсовет — административная единица на территории Дятловского района Гродненской области Республики Беларусь. Административный центр — агрогородок Войневичи.

## Состав
Войневичский сельсовет включает 15 населённых пунктов:
- Великие Шестаки — деревня
- Войневичи — агрогородок
- Горка — деревня
- Довгяловичи — деревня
- Ёцевичи — деревня
- Заречье — деревня
- Ледины — деревня
- Малые Шестаки — деревня
- Марковичи — деревня
- Петрашулевичи  — деревня
- Пруд — деревня
- Спасюки — деревня
- Студеровщина — деревня
- Талевичи — деревня
- Хоробровичи — деревня